# Infurcitinea parnassiella
Infurcitinea parnassiella is een vlinder uit de familie echte motten (Tineidae). De wetenschappelijke naam is voor het eerst geldig gepubliceerd in 1987 door Gaedike.
De soort komt voor in Europa.